# National Institute of Development Administration
Das National Institute of Development Administration (kurz: NIDA, thailändisch สถาบันบัณฑิตพัฒนบริหารศาสตร์, RTGS: Sathabanbanthit Phatthanaborihansat, „Graduierteninstitut für Entwicklungs- und Verwaltungswissenschaft“) ist ein öffentliches Institut für postgraduale Bildung in Bangkok, Thailand. Es untersteht dem Bildungsministerium. NIDA ist im November 2012 durch die „Association to Advance Collegiate Schools of Business (AACSB)“ akkreditiert worden.

## Geschichte
Das National Institute of Development Administration wurde am 1. April 1966 auf Anregung von König Bhumibol Adulyadej (Rama IX.) mit Hilfe der Abteilung für technische und wirtschaftliche Zusammenarbeit (Department for Technical and Economical Cooperation), der Rockefeller-Stiftung, der Ford-Stiftung und der Midwest Universities Consortium for International Activities (Mucia) gegründet.
Zu Beginn war das NIDA ein autonomes Institut mit eigenem Etat und eigener Studiengängen, das der Thammasat-Universität zugeordnet war. Später wurde der Fachbereich für Öffentliche Verwaltung von der Thammasat-Universität, Teile der Ausbildungsarbeit des National Economic and Development Board und Teile des Trainings- und Ausbildungsinstituts des National Statistical Office zu einer Universität zusammengelegt.

## Fachbereiche und Zentren
Das NIDA hat acht Fachbereiche (Schools) und fünf Zentren:
- Fachbereich für Öffentliche Verwaltung
- Fachbereich für Angewandte Statistik
- Fachbereich für Wirtschaftswissenschaft (Entwicklungsökonomik)
- Fachbereich für die Entwicklung der Gesellschaft und Umwelt
- Fachbereich für Sprache und Kommunikation
- Fachbereich für Personalmanagement
- Fachbereich für Rechtswissenschaften
- NIDA Business School
- Ausbildungszentrum für Informationssysteme
- Bibliotheks- und Informationszentrum
- NIDA-Trainingszentrum
- NIDA-Forschungszentrum
- NIDA-Beratungszentrum

## Akademische Dienstleistungszentren
Die akademischen Dienstleistungszentren des NIDA umfassen das „Center for Sufficiency Economy“, das „Center for Philanthropy and Civil Society“ sowie das „Center for Business Innovation“.

## Deutsche Gastprofessoren
- Wolfgang Drechsler (* 1963), Technische Universität Tallinn und Harvard University, SS 2016, SS 2019
- Werner Jann (* 1950), Universität Potsdam, SS 2015

## Bekannte ehemalige Studenten
- Somchai Wongsawat (* 1947), ehemaliger Ministerpräsident
- Karoon Sai-ngam (* 1952), Senator der Provinz Buriram
- Somkid Jatusripitak (* 1953), stellvertretender Premierminister und Handelsminister
- Apirak Kosayodhin (* 1961), Gouverneur von Bangkok
- Nattawut Saikua (* 1975), Anführer der „Rothemden“, stellvertretender Landwirtschafts- und Handelsminister

## Ranking
Im QS World University Ranking 2013 belegte das NIDA in Geschichte den vierten, in Politikwissenschaft und internationalen Beziehungen den fünften Platz innerhalb Thailands.